# Zhang Mojun
Zhang Mojun, född 1883, död 1965, var en kinesisk politiker och feminist. Hennes födelsenamn var Zhang Zhaohan, och hon kallades även Sophie Zhaohan. Hon var medgrundare av Kinas första förening för kvinnlig rösträtt, Nüzi chanzheng tongmenghui (1912-1913).